# Chasŏng
Chasŏng (kor. 자성군, Chasŏng-kun) – powiat w Korei Północnej, w prowincji Chagang. Liczy ok. 51 tys. mieszkańców.